# ديك ديفر
ديك ديفر هو سياسي أمريكي، ولد في 11 فبراير 1952 في سترلينغ في الولايات المتحدة. نشط حزبياً في الحزب الجمهوري. وقد انتخب عضو مجلس ولاية داكوتا الشمالية ‏.